# 聶鉉
聂铉，字器之，江西等處行中書省臨江路清江縣（今江西清江）人。明初學者，政治人物、進士。

## 生平
聂铉于洪武三年（1370年）庚戌科举于乡，洪武四年（1371年）成辛亥科三甲进士，授予广宗县县丞，上疏免除旱灾税。任满後，入京朝觐，献《南都赋》及《洪武圣德诗》。授翰林院待制，改国子助教，迁典籍。後赐归。洪武十八年（1385年），又召其主持会试，并準備留用。聂铉請求便地自养，于是以庐陵教谕職位終老。
聂铉与张美和、贝琼齐名，时称“成均三助”。